# Stadsnotarie
En stadsnotarie var tidigare i Sverige en vid åtskilliga rådhusrätter anställd lagfaren tjänsteman. 
Stadsnotarierna tillsattes av vederbörande magistrat, och deras åligganden var bestämda genom den i vederbörlig ordning tillkomna, för rådhusrätten i staden gällande arbetsordningen. Det i Rättegångsbalkens första kapitels fjärde paragraf givna stadgandet, att i rådhusrätt ”ega stadens borgmästare och rådmän döma”, ansågs inte utgöra hinder för, att stadsnotarie tjänstgjorde som domare i rätten.